# 陳芳卉
陳 芳卉（ちん ほうき、チェン・ファンフイ、英語: Chen Fanghui、2000年4月18日 - ）は、中華人民共和国の女子バドミントン選手。

## 経歴
2022年から、2歳年下の程星とペアを組み混合ダブルスで国際大会に出場する。
2023年のオーストラリア・オープンでは、1回戦で世界ランク21位の金子裕樹 / 松友美佐紀をストレートで破り、準々決勝では世界ランク17位のリノフ・リファルディ / ピタ・ハニンテャス・メンタリをストレートで破りベスト4の成績を残した。

### 2024年
5月のタイ・オープンでは、郭新娃とペアを組み出場。準決勝で世界ランク15位のリノフ・リファルディ / ピタ・ハニンテャス・メンタリをストレートで下し、決勝では世界ランク6位のデチャポル・プアヴァラヌクロー / サプシリー・タエラッタナチャイを破って優勝。新規ペアで上位大会を即優勝する大番狂わせを起こした。
6月のオーストラリア・オープンでは、準決勝で世界ランク7位の鄧俊文 / 謝影雪をストレートで破って決勝に進出。決勝では同胞ペアに敗れて準優勝となった。